# Wonderbroeders
Wonderbroeders is een Nederlandse komediefilm  geregisseerd door Johan Timmers en geschreven door Martin van Waardenberg. De hoofdrollen voor ‘Wonderbroeders’ zijn vervuld door Ton Kas, Egbert-Jan Weeber, Kees Hulst, Martin van Waardenberg, Thomas Acda en Noortje Herlaar. De film ging in première op 2 oktober 2014.

## Verhaal
De film vertelt het verhaal van vijf monniken in een klooster in Limburg. De vijf zijn de laatsten die zijn overgebleven en zij houden zich niet erg aan de strenge regels van de kerk. Wanneer de bisschop hun meldt dat het klooster gesloten wordt en zij overgeplaatst worden naar een ander klooster dat veel strengere regels hanteert, gaan de vijf in actie om hun klooster (en leven) te redden. De pogingen om hun klooster te redden falen helaas elke keer totdat er een wonder gebeurt. Ineens stromen de mensen naar het klooster en het klooster mag blijven bestaan. Maar van het rustige leven waar de broeders zo van hielden is niets meer over.

## Rolverdeling
| Acteur                 | Rol                    |
| ---------------------- | ---------------------- |
| Kees Hulst             | Abt Paulus van Liersen |
| Thomas Acda            | Johannes Grootte       |
| Noortje Herlaar        | Jessica                |
| Ton Kas                | Fransiscus Schalle     |
| Martin van Waardenberg | Dominicus Moers        |
| Egbert-Jan Weeber      | Lucas Vlijmen          |